# Denis Roux
Pour les articles homonymes, voir Roux (patronyme).
Denis Roux, né le 5 novembre 1961 à Montreuil, est un coureur cycliste français, professionnel de 1984 à 1992. 

## Biographie
Il remporte 11 victoires et participe à 6 Tours de France. Il a été l'un des coéquipiers de Laurent Fignon, Pascal Simon, Jean-François Bernard, Tony Rominger et Laurent Jalabert.
Après sa carrière de coureur, Denis Roux est devenu entraîneur national de l'Association cycliste canadienne, de 1993 à 1996. De 1997 à 2008, il a fait partie de l'encadrement de l'équipe cycliste française Crédit agricole, au poste de directeur sportif.
De février 2008 à juin 2015, Denis Roux est parti faire le tour du monde en famille avec sa femme Sarah Hemery, ex-skieuse de l'équipe de France.
Denis Roux a effectué 20 Tour de France, 6 comme coureur cycliste, 11 comme directeur sportif et 3 comme relation publique pour différents sponsors, ASO en 1993, Le Coq Sportif en 2012, Krys en 2015 (et 2016)
Denis Roux a travaillé en 2016 comme manager de stages vacances cyclistes de Stephen Roche à Majorque

## Palmarès

### Palmarès amateur
| - 1979 - Grand Prix d'Huriel - 1981 - Circuit de la Haute-Corrèze - 1982 - Champion d'Auvergne - Flèche d'or européenne (avec Alain Renaud) - 2e du Grand Prix des Marbriers - 3e du Circuit des Monts du Livradois - 3e du championnat de l'Orléanais sur route - 3e du championnat de France sur route amateurs - 3e du championnat de France du contre-la-montre par équipes - 3e du Manx Trophy | - 1983 - Classement général du Tour du Vaucluse - Circuit de la Vallée de la Creuse - 13e étape du Tour de l'Avenir - 2e du championnat de France sur route amateurs - 2e de la Palme d'or Merlin-Plage - 3e du Circuit Berrichon |  |

### Palmarès professionnel
- 1985
  - Circuit du Sud-Est
  - 2e du Grand Prix de Plumelec
- 1986
  - 10e étape du Tour de la Communauté européenne
- 1988
  - 10e du Tour de France
- 1989
  - 2eb étape du Tour de la Communauté européenne (contre-la-montre par équipes)
  - 2e du Trophée des grimpeurs
  - 3e du Tour de la Communauté européenne
- 1990
  - 21e étape du Tour d'Espagne
  - 9e du Critérium du Dauphiné libéré
  - 10e du Tour d'Espagne
- 1991
  - 2e du Tour du Limousin
  - 8e du Tour de Romandie
- 1992
  - 4e étape du Mazda Alpine Tour
  - 2e du Mazda Alpine Tour

## Résultats sur les grands tours

### Tour de France
6 participations
- 1985 : 56e
- 1987 : 20e
- 1988 : 10e
- 1989 : non-partant (11e étape)
- 1990 : 77e
- 1991 : 16e

### Tour d'Espagne
2 participations
- 1986 : hors délais (5e étape)
- 1990 : 10e, vainqueur de la 21e étape